# Gonocephalus doriae
Gonocephalus doriae es una especie de reptil escamoso del género Gonocephalus, familia Agamidae. Fue descrita científicamente por Peters en 1871.
Habita en la isla de Borneo. La longitud de la cabeza y el cuerpo es de 131 mm, la cola mide 200 mm. Presenta pequeñas escamas en la parte de la cabeza, cuerpo fuerte y comprimido, con crestas dorsales continuas. Las extremidades de Gonocephalus doriae son delgadas y los dedos tercero y cuarto son iguales. Es de color marrón oliva y verde en la parte superior, con algunas manchas oscuras en el dorso.